# Biotina carboxilasa
La biotina carboxilasa (BC) (EC 6.3.4.14) es un dominio enzimático ligasa de ciertas carboxilasas que une al cofactor biotina (unido covalentemente a la enzima) un grupo carboxilato.
Biotina-carboxilasa + CO2 + ATP {\displaystyle \rightleftharpoons } Carboxi-biotina-carboxilasa + ADP + fosfato
Este dominio se encuentra en las siguientes enzimas:
- Acetil-CoA carboxilasa.
- Metilcrotonil-CoA carboxilasa.
- Piruvato carboxilasa.
- Propionil-CoA carboxilasa.

El dominio BC puede ser dividido en tres subdominios (N-terminal, central y C-terminal). La región N-terminal proporciona parte del sitio activo; la región central corresponde al dominio de unión del ATP que es común en muchas enzimas dependientes del ATP que participan en la síntesis de macromoléculas. Por último, el subdominio C-terminal participa en la formación del multímero de enzimas.